# ティム・ヘンリックソン
ティム・ヘンリックソン（Tim Henriksson、1998年2月11日 - ）は、スウェーデン王国イェヴレボリ県バルボ出身の元プロアイスホッケー選手。ポジションはディフェンス。

## 経歴
過去に母国のスウェーデンの他に、アメリカ合衆国、フランスでのプレーがある。
2023年、神奈川大学に留学している際に学業優先としつつ、8月21日にアジアリーグアイスホッケーの横浜GRITSに入団した。
2024年2月2日に留学期間の満了に伴いスウェーデンに帰国する事が発表された。帰国後は母国スウェーデンにて起業予定。

## 人物
15歳まではアイスホッケーとサッカーの両方をプレーしていた。
大学で経済学を専攻し、海外のビジネスカルチャーに興味を持ち、大学のプログラムで提携を結んでいた神奈川大学へ留学した。その神奈川大学の近くにGRITSがあったため、入団に至った。
日本での滞在時にはカレーライスにハマり、週3、4回は食していた。